# 神村酒造
有限会社神村酒造（かみむらしゅぞう）は、沖縄県うるま市に本社を置く酒造（泡盛）メーカー。創業130年を超える老舗蔵元である。

## 銘柄
- 守禮
  - 3年古酒43度
  - 沖縄闘牛ボトル
  - 芳醇浪漫　原酒51度
  - 44度
  - 44度シュロ巻壷（いちまん焼）
  - 30度
- 暖流
  - 30度
  - 古酒40度
- 芳醇浪漫35度
- 夏泡盛
- 琉球もろみ酢
- うめかおる